# عبدالحمید (بازیکن هاکی روی چمن)
عبدالحمید (انگلیسی: Abdul Hamid؛ زادهٔ ۷ ژانویهٔ ۱۹۲۷) بازیکن هاکی روی چمن اهل پاکستان بود.
وی در مسابقات کشوری و بین‌المللی در مجموع برندهٔ ۱ مدال طلا، ۱ مدال نقره شده‌است.